# Nasofaringe
La nasofaringe, rinofaringe, cavum o epifaringe, como su nombre lo indica, es la porción nasal de la faringe y yace detrás de la nariz y por encima del paladar blando. Se comunica hacia abajo con la orofaringe y la laringofaringe y es la única de las tres cavidades que permanece permeable, es decir, continuamente abierta al aire.

## Situación
La nasofaringe se desarrolla de la porción superior del intestino embrionario y está desarrollada aproximadamente en el tercer mes del embarazo. Al nacer, la nasofaringe forma la porción posterior de las fosas nasales y está comunicada con la boca.

## Límite anterior
La pared anterior de la nasofaringe está delimitada por la porción posterior e inferior del tabique nasal o vómer y comunica a las fosas nasales por las coanas.

## Límite posterior
En la mucosa de la pared posterior se encuentra la apertura de la trompa de Eustaquio  comunicando la nasofaringe con el oído medio.

## Límite superior
El límite superior de la nasofaringe viene dado por la base del cráneo, conformada por el cuerpo del hueso esfenoides, el peñasco del hueso temporal y se continúa con la apófisis basilar del hueso occipital. En los niños menores de 12 años, la pared superior de la nasofaringe alberga las adenoides.

## Límite inferior
La cara inferior de la nasofaringe está compuesta solo por el tercio posterior e inferior del hueso palatino.